# Ron Buckmire
Ron Buckmire (Grenville, 1968) es un matemático y activista LGBT natural del país insular caribeño de Granada. Es el expresidente del Departamento de Matemáticas del Occidental College, donde, en agosto de 2018, se convirtió en Decano Asociado de Asuntos Curriculares y Director del Programa Central.

## Biografía
Nació en 1968 en Grenville, Granada. En 1969 su familia se mudó a Estados Unidos mientras su padre hacía su doctorado en la Universidad de Massachusetts Amherst, y en 1978 se trasladaron a Barbados. Allí, Buckmire asistió a la escuela secundaria en la Escuela Combermere.
Buckmire regresó a Estados Unidos en 1986 para asistir al Instituto Politécnico Rensselaer (RPI), donde se graduó con un Bachiller universitario en ciencias en tres años y obtuvo su doctorado en 1994, ambos en matemáticas. Su disertación trataba sobre el flujo aerodinámico  transónico, titulada "The Design of Shock-Free Transonic Slender Bodies", que escribió bajo la dirección de Julian David Cole y Donald William Schwendeman.
Desde su juventud, Buckmire fue jugador de ajedrez y participó en varias competiciones, convirtiéndose cuatro veces en campeón juvenil de Barbados y campeón nacional tres veces. En 1997 estuvo clasificado como maestro senior y uno de los 250 mejores ajedrecistas de Estados Unidos.
Buckmire está casado con Dean Elzinga, un ex cantante de ópera profesional.

## Carrera profesional
En 1994, se incorporó al Occidental College como investigador de posdoctorado, y en 1996 fue nombrado profesor ayudante. Su investigación ha tenido como objeto, entre otras materias, la dinámica de fluidos computacional para aerodinámica, los esquemas de diferencias finitas no estándar y la aplicación de modelos matemáticos a fenómenos inusuales como el rendimiento financiero de películas.
En 2011, Buckmire se convirtió en director de programas de la National Science Foundation. En 2013, fue ascendido a Director Principal de Programas, cargo que ocupó hasta 2018. A partir de 2021, será el primer vicepresidente de Equidad, Diversidad e Inclusión de la Sociedad de Matemáticas Aplicadas e Industriales (SIAM por sus siglas en inglés).

## Activismo
Buckmire también es conocido como activista LGBT. Salió del armario mientras estaba en la universidad en 1988 o 1989, después de haber obtenido información sobre la homosexualidad a través de Internet.[cita requerida] Se hizo activo en varias organizaciones estudiantiles en RPI, e incluso fue presidente de la Asociación Rensselaer Gay / Lesbiana / Bisexual  e incluso cofundó la Asociación de Mujeres Estudiantes. En 1991, puso en marcha el Queer Resources Directory, una herramienta en línea de búsqueda de información sobre temas relacionados con las minorías sexuales, y en la década de 1990 administró varios grupos electrónicos de discusión queer. También participó activamente en la difusión a través de la radio, cocreando una estación de radio local queer mientras estaba en RPI, y luego se convirtió en colaborador de This Way Out, un programa de noticias de radio nacional. Organizó una lista de correo asociada con reuniones LGBT en las Reuniones Conjuntas de Matemáticas; este grupo posteriormente se convirtió en Spectra (asociación de matemáticos).

## Reconocimientos
Fue galardonado como Educador del Año por la Organización nacional de científicos y profesionales técnicos gays y lesbianas (NOGLSTP por sus siglas en inglés). Buckmire también fue reconocido por Mathematically Gifted & Black como el homenajeado del Mes de la Historia Afroamericana 2018.